# 过氧化苯甲酰
過氧化苯甲醯 （INN：benzoyl peroxide，BPO，(BzO)2）属于一种氧化剂（有機過氧化物），用作药物与化学品（如：面粉改良剂）。
過氧化苯甲醯結構式為 (C
6H
5–C(=O)O–)
2，其分子可描述為透過過氧化物（(–O–O–)連接的兩個苯甲醯基(C
6H
5–C(=O)–, Bz) 。呈白色固體粒狀，有微弱苯甲醛氣味，難溶於水，但可溶於丙酮、乙醇和許多其他有機溶劑。過氧化苯甲醯是種氧化劑，主要用於生產聚合物。
過氧化苯甲醯主要用於生產塑膠以及漂白麵粉、頭髮、塑膠和紡織品。
因其具有漂白劑的功能，而被用來作醫藥和水消毒用途。
過氧化苯甲醯作藥物使用時，主要是單獨，或是與其他治療方式聯合處理痤瘡，可缓慢释放新生态氧和苯甲酸，具有杀灭痤疮丙酸杆菌、抗炎及轻度溶解粉刺作用。有些製劑是將過氧化苯甲醯與克林黴素等抗生素混合使用。它已被列入世界衛生組織基本藥物標準清單中。此藥物為一種非處方藥，有通用名藥物於市面販售。
有牙科也使用過氧化苯甲醯作美白牙齒的用途。此藥物於2021年是美國最常使用處方藥中排名第284，開立的處方箋數量超過70萬張。

## 歷史
過氧化苯甲醯由德國化學家尤斯圖斯·馮·李比希於1858年首次製成，並撰寫有報告。

## 性质
白色至微黄色斜方结晶或结晶粉末，稍有苯甲醛气味，有苦杏仁气味。极微溶于水，微溶于甲醇、异丙醇，稍溶于乙醇，溶于乙醚、丙酮、氯仿、苯、乙酸乙酯等。常温下稳定，碱性溶液中或加热时缓慢分解，半衰期10小时的温度为 72°C，1小时的温度为 90°C，8分钟的温度为 110°C，1分钟的温度为 131°C。 干燥状态下受撞击、摩擦或加热可能引发爆炸。加入硫酸可燃烧。
属于氧化剂，对皮肤有强烈的刺激和致敏作用，刺激黏膜。贮存时以水为稳定剂，一般含水30％左右；也可以加入磷酸钙、碳酸钙、硫酸钙等不溶性盐类稀释至20％。避免受热与光照，避免与强还原剂、酸、碱、醇类接触。

## 結構和反應性

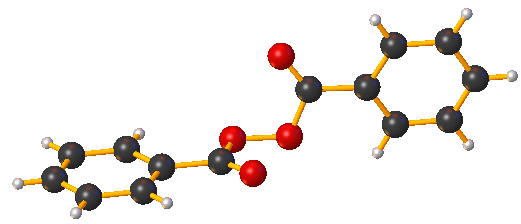
透過X射線晶體學分析雙過氧化苯甲醯的結構。

李比希最初於1858年將過氧化氫與苯甲醯氯反應而完成過氧化苯甲醯的合成，反應可能以下方程式進行：
2 C6H5C(O)Cl + BaO2 → (C6H5CO)2O2 + BaCl2
過氧化苯甲醯通常由過氧化氫與苯甲醯氯在鹽基條件下反應製備。
2 C6H5COCl + H2O2 + 2 NaOH → (C6H5CO)2O2 + 2 NaCl + 2 H2O
用30％过氧化氢与30％氢氧化钠溶液反应生成过氧化钠，在0°C以下与苯甲酰氯反应制得粗品，再经过滤、洗涤、结晶、干燥得到成品。早期曾用苯甲酰氯与过氧化钡反应制备过氧化苯甲酰。
過氧化物中的氧-氧鍵很弱。因此過氧化苯甲醯很容易發生均裂（對稱裂變），形成自由基：
(C6H5CO)2O2 → 2 C
6H
5CO•
2
符號•表示其結果是自由基，即含有至少一個不成對的電子。此類物質具有高反應性。均解通常是經加熱引起。過氧化苯甲醯的半衰期在92°C下為一小時。在131°C時則縮減為一分鐘。
科學家於1901年觀察到該化合物會導致愈創木酊劑變成藍色，顯示有氧氣釋放。美國藥學家Arthur Solomon Loevenhart於1905報告其使用過氧化苯甲醯成功治療各種皮膚病，包括灼傷、慢性靜脈曲張和癬菌性鬚部感染。他在報告中提到於動物實驗中，該化合物的毒性相對較低。
於1929年有使用過氧化苯甲醯治療傷口的建議，1934年有使用過氧化苯甲醯治療尋常性鬚瘡和壞死性粟粒性毛囊炎的建議。然而當時的製劑品質往往會令人產生疑慮。此藥物於1960年在美國正式被核准用於治療痤瘡。

### 聚合
過氧化苯甲醯主要被用作自由基引發劑來引發鍊式聚合反應，這些反應常用於製造聚酯和聚甲基丙烯酸甲酯 (PMMA) 樹脂以及牙科用黏合劑和牙體復形劑。過氧化苯甲醯是用於此目的有機過氧化物中最重要的一種，是甚為危險過氧化丁酮的相對安全替代品。過氧化苯甲醯也用於將橡膠硫化，以及作為某些醋酸纖維紗線的整理劑。

## 其他用途

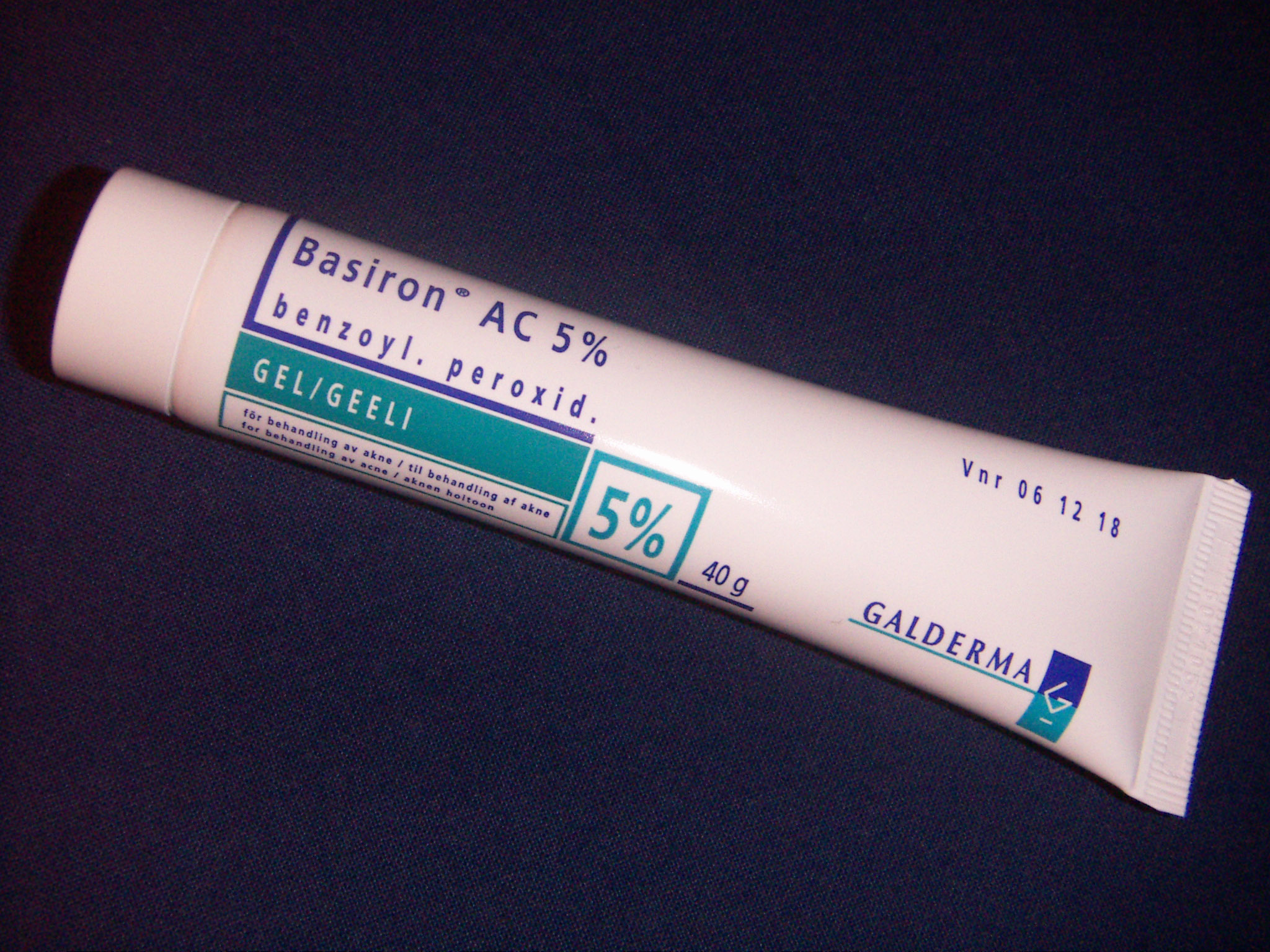
一含有5%過氧化苯甲醯的水性凝膠軟管，用於治療痤瘡。

過氧化苯甲醯可有效治療痤瘡，而不會引起抗生素抗藥性；它可與水楊酸、硫磺、紅黴素、克林黴素，或是阿達帕林（一種合成類視黃醇）合併使用。兩種常見的複方藥物包括過氧化苯甲醯/克林黴素，和阿達帕林/過氧化苯甲醯，阿達帕林是一種化學上穩定的類視黃醇，可與過氧化苯甲醯聯合使用。過氧化苯甲醯/克林黴素和過氧化苯甲醯/水楊酸等複方產品似乎比單獨使用過氧化苯甲醯有較佳的治療痤瘡效果。類視黃醇/過氧化苯甲醯組成的複方藥物於2021年在美國獲准用於醫療用途。
用於治療痤瘡的過氧化苯甲醯通常以凝膠、乳膏或液體的形式施用於受影響的區域，濃度從2.5%到5.0%，最高可達10%。沒有強而有力的證據支持較高濃度會比較低濃度更為有效。
过氧化苯甲酰化学品用作乙烯、丙烯酸、苯乙烯、乙酸乙烯酯、氯乙烯等单体的聚合引发剂，二甲基硅橡胶及凯尔-P-橡胶的硫化剂，聚酯、硅树脂及不饱和聚酯的固化剂，面粉增白剂，快速粘合剂，纤维脱色剂，油脂精炼漂白剂。

### 作用機轉
傳統上過氧化苯甲醯被認為具有三重治療痤瘡的活性 - 它能控油、溶解粉刺，並抑制痤瘡丙酸桿菌（導致痤瘡的主要細菌）生長。一般來說，尋常性痤瘡是一種激素介導的皮脂腺和毛囊發炎。激素變化導致角蛋白和皮脂分泌增加，而阻塞毛孔引流。痤瘡丙酸桿菌具有許多分解酶，可分解皮脂中的蛋白質和脂質，引起發炎反應。過氧化苯甲醯的自由基反應可分解此類角蛋白，而暢通皮脂排出（粉刺溶解）。它可引起痤瘡丙酸桿菌的非特異性過氧化，具有殺菌作用，因此被認為可減少皮脂產生，但文獻中對此存有不同看法。
一些證據顯示過氧化苯甲醯也具抗發炎作用。在體積微摩爾濃度下，它可防止嗜中性球釋放活性氧（這是痤瘡發炎反應的過程之一）。

### 副作用

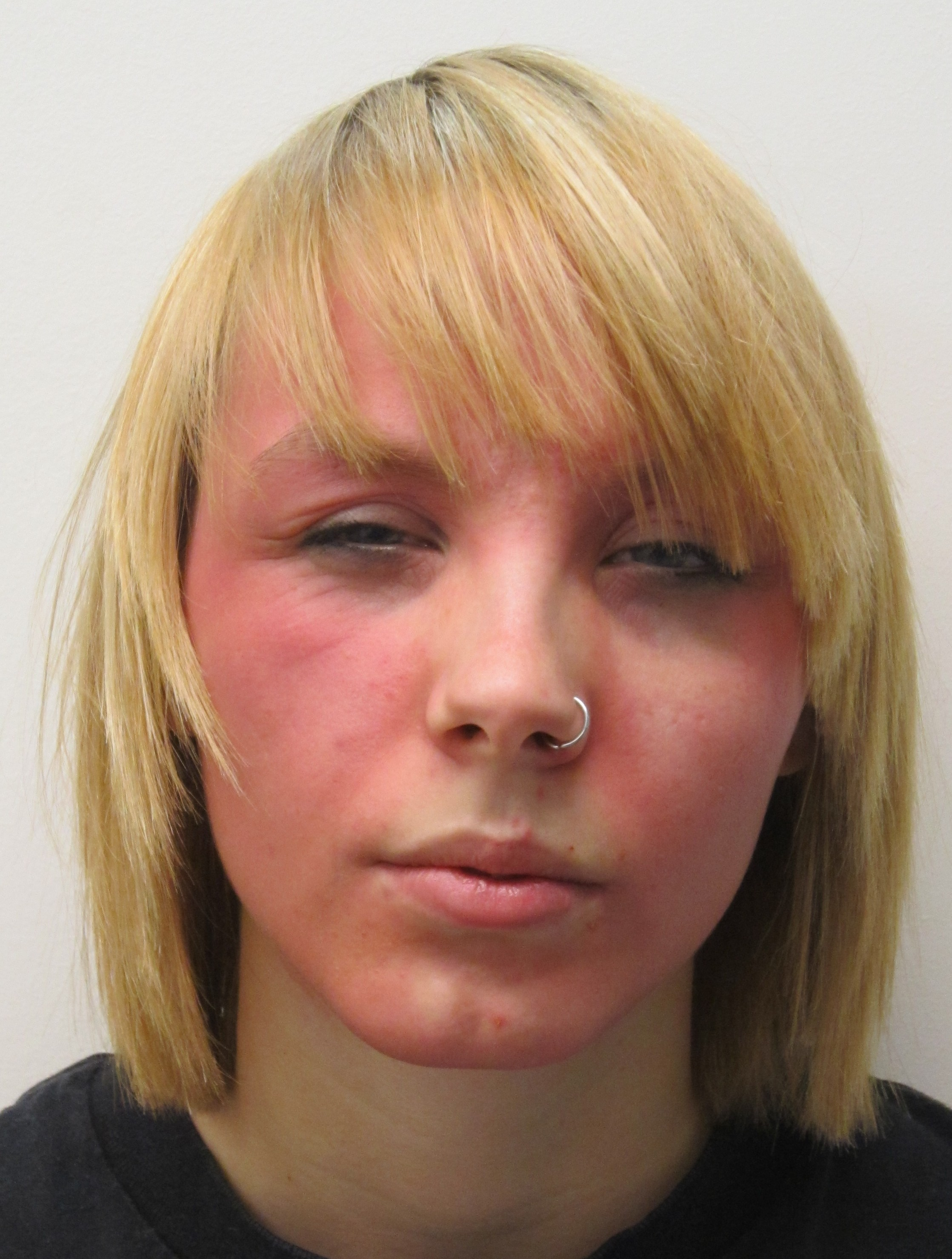
使用過氧化苯甲醯塗產生的皮膚不適反應。

將過氧化苯甲醯塗在皮膚上可能會導致發紅、有灼燒感和不適的感覺。這種副作用和使用劑量多寡有關聯。
由於可能有前述的副作用，建議先從低濃度的製劑開始使用，隨皮膚逐漸產生耐受性後，再升高濃度。通常在連續使用幾週後，皮膚敏感會消失。避免使用具刺激性潔面乳並在接受陽光照射前塗抹防曬乳也可降低不適感。
每五百人中就有一人對過氧化苯甲醯過敏，容易出現灼熱感、發癢、結痂，甚至可能會有水腫。大約三分之一使用者在暴露於紫外線下時會出現光毒性。

### 劑量
在美國，用於治療痤瘡的處方藥和非處方藥製劑中過氧化苯甲醯的典型濃度為2.5%至10%。

### 其他醫療用途
過氧化苯甲醯有在牙科中用作牙齒美白產品的案例。

## 安全性

### 爆炸風險
過氧化苯甲醯與其他有機過氧化物一樣具有潛在爆炸性，且在無外部引燃的情況下即可起火。純過氧化苯甲醯的危險性較高，因此通常會以溶液或糊狀的形式存在。例如化妝品中僅含有少量過氧化苯甲醯，不具爆炸風險。

### 毒性
過氧化苯甲醯與皮膚接觸後會分解，產生苯甲酸和氧氣，這兩種物質都無很強的毒性。
有關過氧化苯甲醯的致癌潛力已被研究過。 一篇發表於1981年《科學》雜誌上的研究報告提出雖然過氧化苯甲醯不是致癌物，但在腫瘤起始時使用，確實會促進癌細胞生長。報告的結論是，"建議謹慎使用過氧化苯甲醯，及其他會產生自由基的化合物"。
一份由國際癌症研究機構（IARC）於1999年發表，對致癌性研究的審查提出沒有令人信服的證據表明過氧化苯甲醯痤瘡藥物與人類皮膚癌有關聯。然而於一些動物研究已發現此種化合物可充當致癌物質，且會增強已知致癌物質的作用。
過氧化苯甲醯在溫度高於50°C時會分解成致癌物質 - 苯。

### 刺激皮膚
於1977年所做的一項人體最大化（HMT）測試，使用5%和10%過氧化苯甲醯含量的配方，有76%的受試者發生接觸致敏反應。
美國國立職業安全與健康研究所制定有職業性接觸過氧化苯甲醯的建議標準。

### 藥物沾染

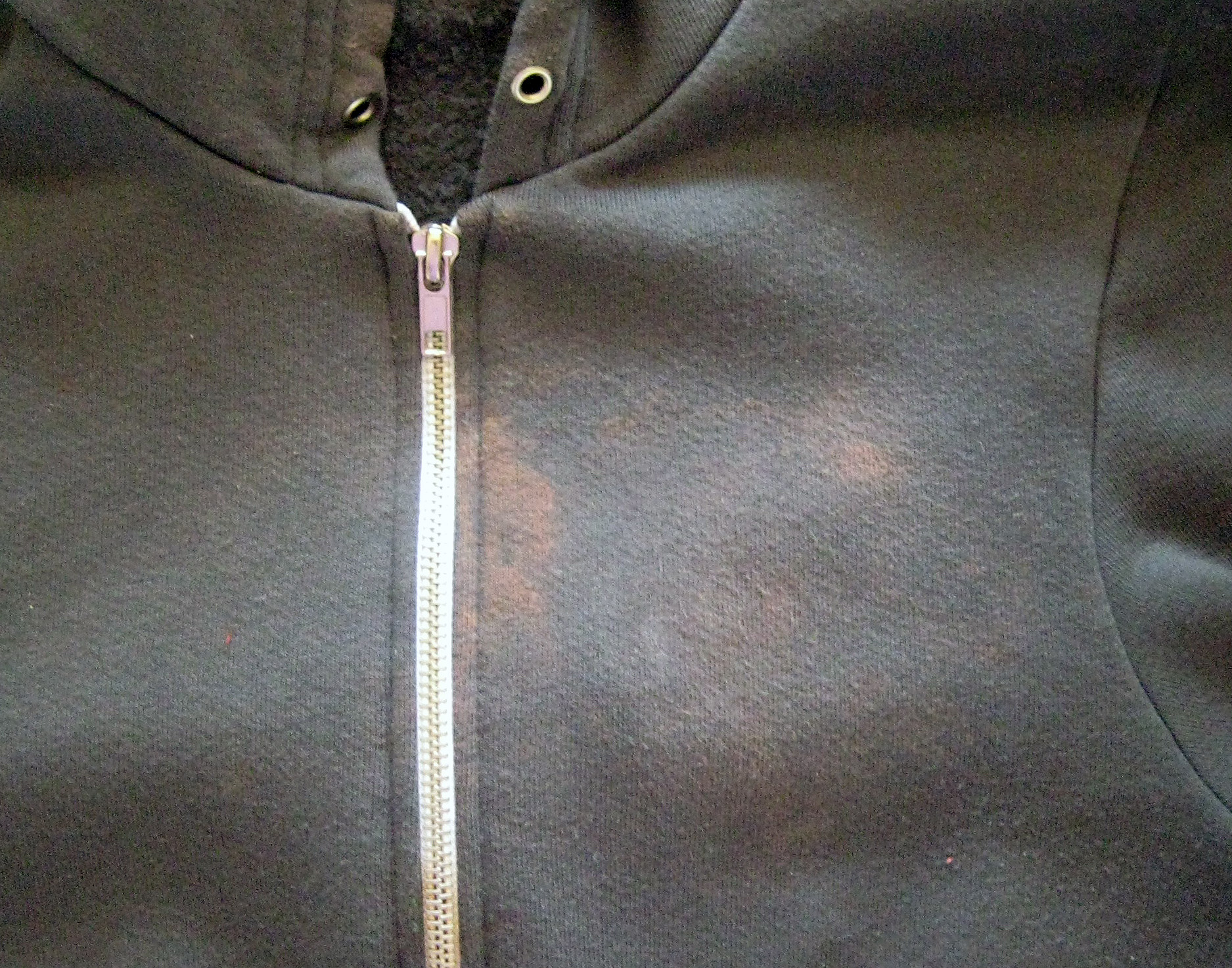
衣物布料接觸過氧化苯甲醯而發生漂白作用。

痤瘡藥物接觸衣物或毛髮，如果藥物仍然潮濕時可能會立即導致永久性脫色。即使是間接接觸（例如接觸到用來洗滌含有過氧化苯甲醯衛生用品的毛巾）也會發生漂白作用。

## 外部連結
- 国际化学品安全卡0225
- NIOSH Pocket Guide to Chemical Hazards. . NIOSH.
- SIDS Initial Assessment Report from the Organisation for Economic Co-operation and Development (OECD)
- Organic Peroxide Producers Safety Division (OPPSD) （页面存档备份，存于）

Template:E number infobox 920-929